# San Roque de Riomiera
San Roque de Riomiera è un comune spagnolo di 446 abitanti situato nella comunità autonoma della Cantabria, comarca di Valles Pasiegos.

## Geografia fisica
Questo piccolo comune della Cantabria si trova sulla riva orientale della parte iniziale del fiume Miera, come indica il suo nome che aggiunge a San Roque l'indicazione de rio Miera per distinguerlo dal comune andaluso di San Roque. Il suo territorio è nei dintorni della gola di Lunada in vicinanza della provincia di Burgos. La zona è stata compresa nella Montaña Oriental proposta come luogo di importanza e interesse naturalistico della Comunità europea.
Si compone dei tre nuclei di popolazione: La Concha, Merilla e La Pedrosa, capoluogo municipale che, con i suoi 292 abitanti, è la più popolata delle tre frazioni e si trova a 426 m s.l.m., a 43 km da Santander, capitale della regione Cantabria.

## Economia
Come in molti comuni cantabrici la cui economia si basa prevalentemente sul settore agricolo-pastorale, anche San Roque ha avuto nel XX secolo un andamento demografico negativo. Il numero dei suoi abitanti è passato da poco meno di 2.000 del 1900 a 1.117 del 1950 e a 482 del 2001. Le cause sono la forte emigrazione giovanile e il conseguente invecchiamento della popolazione che comporta basso indice di natalità e alto indice di mortalità.
La popolazione attiva è impiegata per il 54,3% del totale nell'agricoltura e nell'allevamento del bestiame, condotto in una forma di semitransumanza detta pasiego, con greggi eterogenei che si spostano nei vari pascoli delimitati da muretti di pietre e forniti ciascuno di una cosiddetta cabaña pasiega, che serve da alloggio ai pastori e da stalla agli animali, in prevalenza vacche lattifere della razza frisona. Le cabaña sono costruzioni in pietra di pianta rettangolare con il tetto coperto da lastre di pietra.

## Storia
I reperti trovati nella zona in cavità naturali permettono di affermare che la presenza umana nella zona risale al paleolitico; del periodo protostorico si hanno tracce di occupazione nella valle del Miera e del periodo romano esistono resti di accampamenti militari nei comuni vicini.
Nei secoli XI e XII secolo si hanno le prime citazioni di questi territori, come nell'atto di donazione di terre della valle del Miera al monastero di San Salvador di Oña da parte del conte di Castiglia Sancho e di sua moglie Urraca. La valle veniva utilizzata come pascolo per greggi eterogenee equine, suine, bovine, ovine e caprine da abitanti delle località di Espinosa, Valdepones, Toranza e altre e per la produzione e l'approvvigionamento carneo per il Monastero di Oña.
Alla metà del XIV secolo il territorio di San Roque è compreso nella Merimdad Mayor de Castilla la Vieja. Nel 1396 Enrico III di Castiglia elargì agli abitanti della località Espinosa il privilegio di esercitare il pascolo nell'attuale territorio di San Roque definito come montañas bravas y desierta (montagne incolte e deserte), privilegio confermato dai re successivi fino alla fine del XVIII secolo. Nel XVI secolo, grazie ai pastori di Espinosa, iniziò il popolamento della valle e si instaurò il metodo di allevamento del bestiame di semitransumanza detto pasiego. Ciò provocò una profonda mutazione giuridica, economica e sociale oltre che paesaggistica del territorio. Nel 1689 appaiono i primi atti relativi alla nascita ufficiale come entità autonome di San Roque de Riomiera, Vega de Poz e San Pedro del Romeral, dette le Tres Valles Pasiegas, per privilegio reale. In precedenza le tre località erano solo parrocchie dipendenti da Espinosa e dal capitolo di questa località.
Appartenevano alla provincia di Burgos e quando nacque nel 1779 la provincia di Cantabria vi furono incluse.
Nel periodo del triennio liberale spagnolo (1820-1823), precisamente nel 1822, le tre località divennero comuni costituzionali indipendenti. Fino a oggi la forma di vita dei pastori non cambiò, l'unico cambiamento fu la sostituzione delle vacche autoctone con quelle di razza frisona di maggiore produzione lattea.

## Monumenti e luoghi d'interesse
Il patrimonio archeologico di San Roque de Riomiera consiste nelle cuevas (grotte) di Covallarco e di Cascajosas, entrambe nel territorio di Merilla. Nel patrimonio religioso si distinguono la chiesa di San Roque del XVII secolo, a La Pedrosa, e la Ermita de Nuestra Señora de los Dolores dello stesso secolo a Merilla; del patrimonio architettonico civile vanno ricordate le Cabañas pasecas che costellano il paesaggio e risalgono generalmente ai secoli XVII e XVIII.
Attualmente circa la metà delle cabañas esistenti è in mano ai pastori, molte sono associate a più pastori e poche sono le famiglie che le utilizzano come abitazione. Sono costruzioni di pianta rettangolare in pietra locale, coperte di lastre di pietra che al pianterreno hanno le stalle, al piano superiore il fienile e l'abitazione separati da pareti in legno e accessibili mediante una scala. Una costruzione singolare in legno è il Resbaladero de troncos, costruito nel 1791 e conservato per alcuni tratti. È una passerella in legno lunga circa 1 km entro alla quale erano fatti scivolare in basso i tronchi degli alberi segati nel bosco per i cantieri di Guarnizo e la fabbrica di cannoni di La Cavada.
Ai piedi di questo scivolo c'è la cueva Casa del rey o Casa de la Pila, utilizzata dagli operai del resbaladero, che rimase in funzione fino al 1834, data di cessazione dell'attività della fabbrica di cannoni.

## Eventi
A La Pedrosa si svolgono due feste: il 16 agosto la festa laico-religiosa di San Roque, patrono del comune, e un'altra il 12 ottobre.